# Coeliades iphis
Coeliades iphis is een vlinder uit de familie van de dikkopjes (Hesperiidae). Deze soort is voor het eerst wetenschappelijk beschreven als Papilio iphis door Dru Drury in een publicatie uit 1773.

## Verspreiding
De soort komt voor in Guinee, Sierra Leone, Liberia, Ivoorkust, Ghana, Togo, Benin, Nigeria, Kameroen, Equatoriaal-Guinea, Gabon, Congo-Brazzaville, Centraal-Afrikaanse Republiek, Congo-Kinshasa en Angola.

## Ondersoorten
- Coeliades (Pyrrhochalcia) iphis iphis (Drury, 1773) (Guinee, Sierra Leone, Liberia, Ivoorkust, Ghana, Togo, Benin, Nigeria, Kameroen, Equatoriaal-Guinea)
- Coeliades (Pyrrhochalcia) iphis dejongi Collins & Larsen, 2008 (Gabon, Congo-Brazzaville, Centraal-Afrikaanse Republiek, Congo-Kinshasa, Angola)

## Habitat
Het habitat bestaat uit bossen, met name droge bossen aan de kust.

## Waardplanten
De rups leeft op:
- Anacardiaceae
  - Anacardium L.
- Arecaceae
  - Laccosperma (G.Mann & H.Wendl.) Drude
- Fabaceae
  - Baphia nitida G.Lodd.
- Malpighiaceae
  - Acridocarpus longifolius Guill. & Perr.
- Malvaceae
  - Heritiera utilis (Sprague) Sprague
- Melastomataceae
  - Dissotis Benth.
- Rubiaceae
  - Psychotria calva Hiern